# Koskelosaaret
Koskelosaaret är en ö i Finland. Den ligger i sjön Konnevesi och i kommunen Rautalampi i den ekonomiska regionen  Inre Savolax ekonomiska region  och landskapet Norra Savolax, i den centrala delen av landet, 300 km norr om huvudstaden Helsingfors. Öns största längd är 220 meter i nord-sydlig riktning. Notera att namnet antyder att det är fråga om flera öar.